# Tratado de Alcazobas

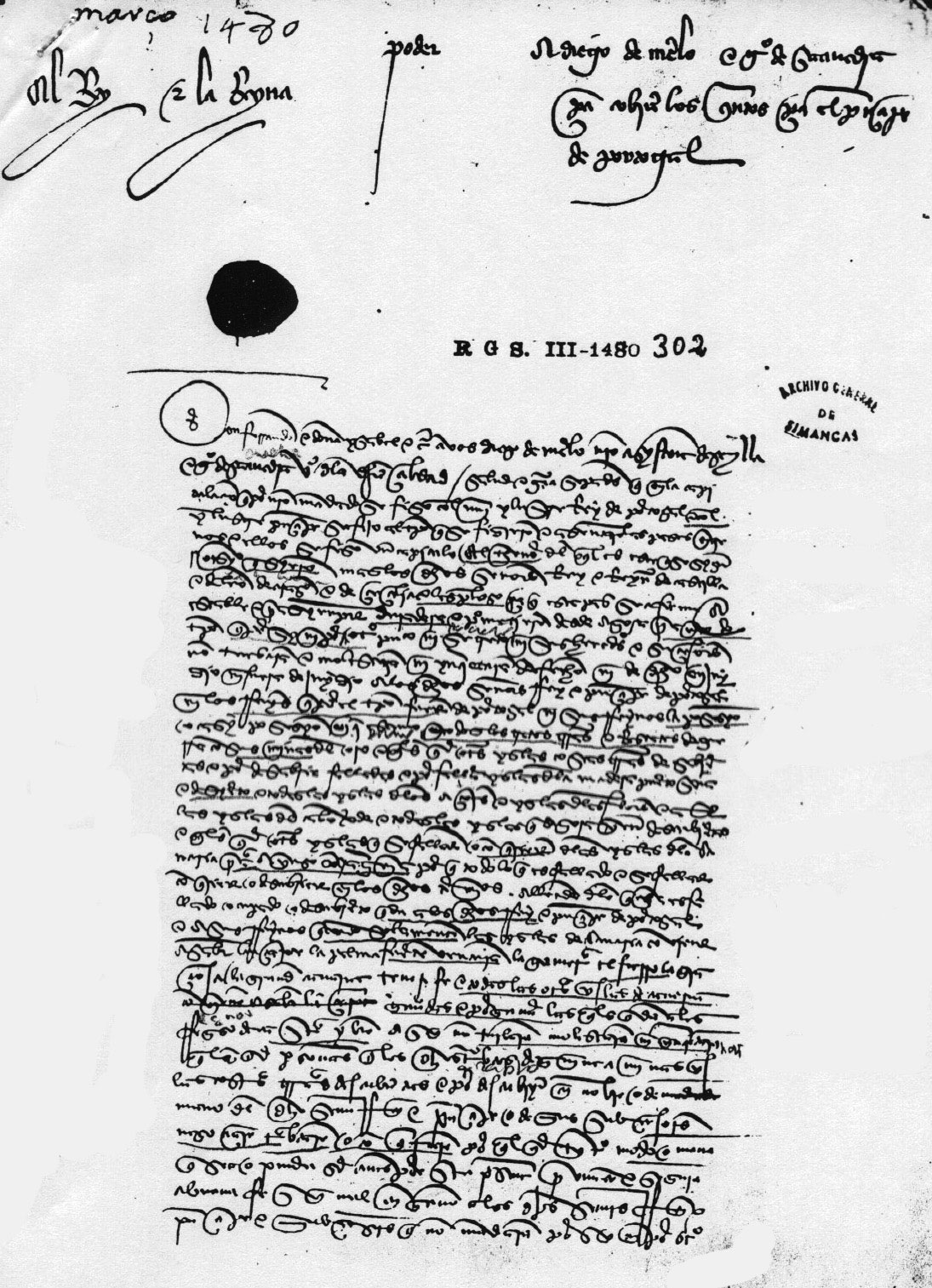
Registro de archivo de la notificación que los reyes hicieron en marzo de 1480 a su asistente en Sevilla, Diego de Merlo, acerca del tratado acordado en Alcasobas.

El Tratado de Alcazobas, o Tratado de Alcasobas (en portugués, Tratado de Alcáçovas), Paz de Alcazobas o  Tratado de Alcasobas-Toledo, fue un acuerdo firmado en la villa portuguesa del mismo nombre, el 4 de septiembre de 1479, entre los representantes de los reyes Isabel y Fernando de Castilla y Aragón, por un lado, y del rey Alfonso V de Portugal y su hijo Juan por el otro y que fue ratificado por el rey de Portugal el 8 de septiembre de 1479 y por los reyes de Castilla y Aragón, en Toledo, el 6 de marzo de 1480.
El tratado resolvió cinco cuestiones principales:
- Declaró la paz entre el reino de Portugal y los reinos de Castilla y Aragón y concluyó las hostilidades tras la guerra de sucesión castellana (1475-1479). Alfonso V renunció al trono de Castilla e Isabel y Fernando renunciaron a cambio al trono de Portugal.
- Repartió los territorios del océano Atlántico entre Portugal y Castilla. Portugal mantuvo el control sobre sus posesiones de Guinea, Elmina, Madeira, las Azores, Flores y Cabo Verde. A Castilla se le reconoció la soberanía sobre las Islas Canarias.
- Reconoció que el impuesto denominado quinto real fuese percibido por Portugal en los puertos castellanos, incluyendo a los barcos que hubiesen zarpado hacia la Mina de Oro antes de la firma del mismo.
- Reconoció a Portugal la exclusividad de la conquista del reino de Fez.
- En paralelo se negociaron las tercerías de Moura, que resolvieron la cuestión dinástica castellana a través de dos convenios: Juana la Beltraneja o Juana de Castilla, rival de Isabel por el trono de Castilla, debió renunciar a todos sus títulos castellanos y optar entre el casamiento con el príncipe heredero de los reyes Fernando e Isabel, Juan de Aragón y Castilla, si este así lo decidía al cumplir los catorce años o bien recluirse en un convento, opción esta última que escogió.

También acordaron la boda de la infanta Isabel de Aragón, hija primogénita de los reyes Isabel y Fernando, con Alfonso, el único hijo legítimo del rey Juan II de Portugal, príncipe heredero de Portugal. La enorme dote pagada por los padres de la novia representó la indemnización de guerra obtenida por Portugal.

Firmantes del Tratado
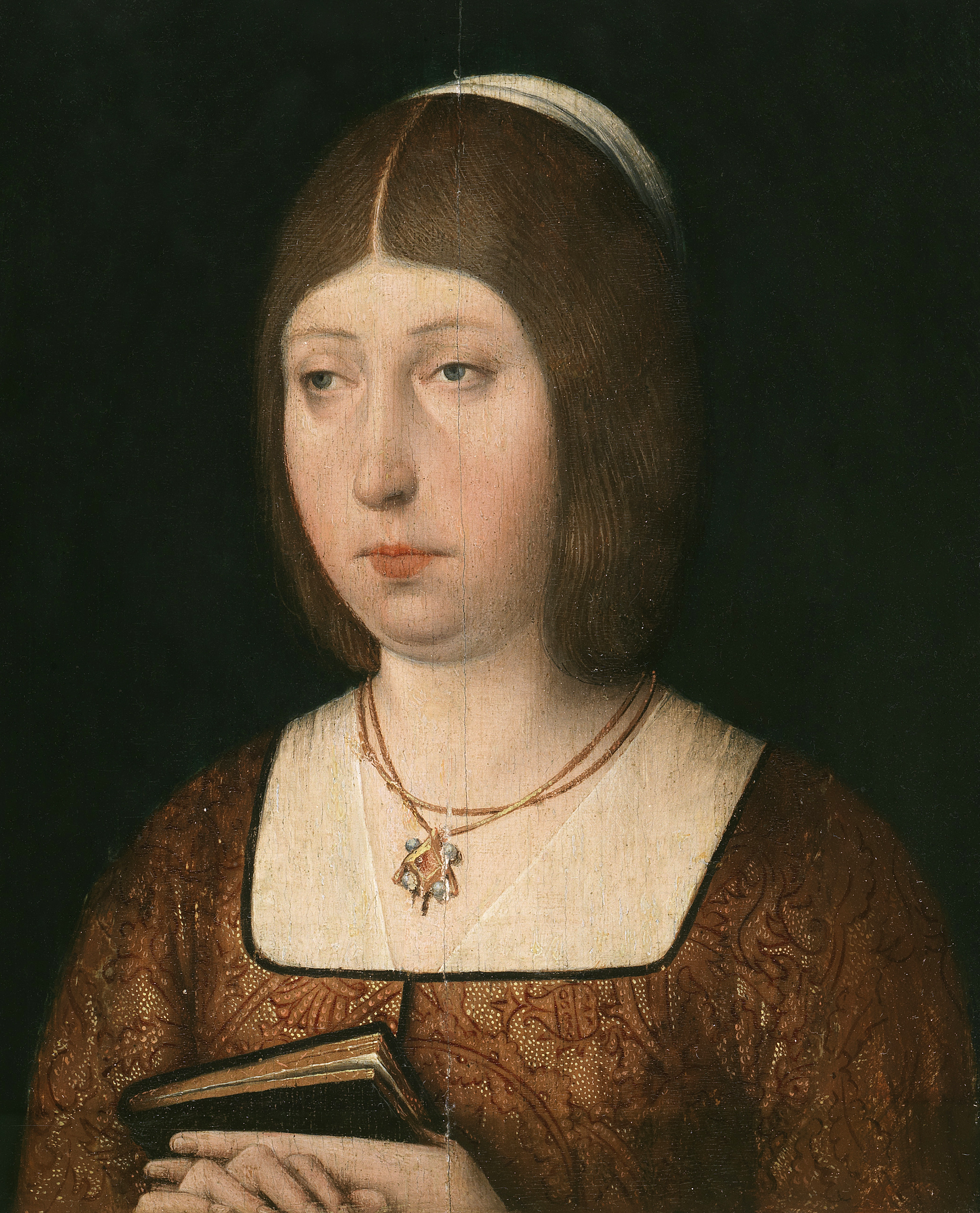
Isabel I de Castilla
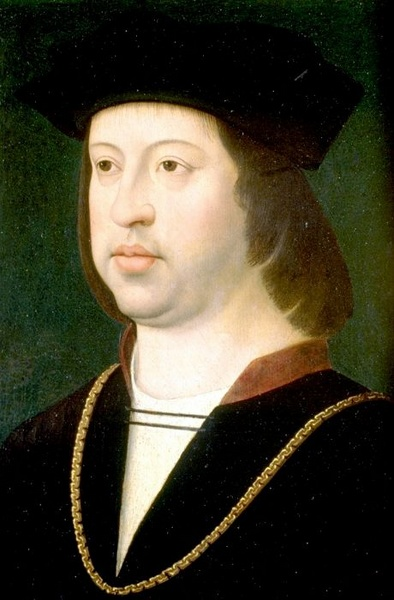
Fernando II de Aragón
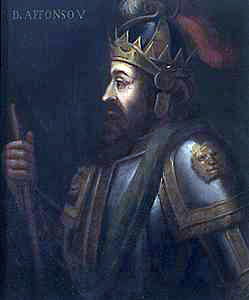
Alfonso V de Portugal
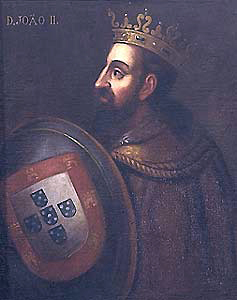
Juan, príncipe heredero de Portugal

## Antecedentes

### Guerra de sucesión castellana
Al fallecer el rey de Castilla, Enrique IV en 1474 había dos pretendientes al trono castellano: su hija única Juana la Beltraneja e Isabel de Castilla, hermanastra de Enrique.
Juana tenía el apoyo de una parte importante de la alta nobleza castellana y de su prometido, el rey Alfonso V de Portugal. Isabel contaba con el apoyo del resto de la nobleza y de la Corona de Aragón, por estar casada con su heredero, Fernando.
Las hostilidades estallaron en 1475. La guerra por tierra se desarrolló principalmente en la meseta norte castellana, decantándose a favor del bando isabelino a partir de la batalla de Toro, 1476. A partir de entonces, el conflicto continuó, sobre todo por mar, con flotas castellanas y portuguesas luchando entre ellas y compitiendo por traer riquezas desde las lejanas tierras de Guinea.
La derrota castellana en el mar y la incapacidad portuguesa para ganar la guerra en tierra llevaron a los contendientes a iniciar negociaciones de paz en 1479.

### Rivalidad entre Castilla y Portugal en el Atlántico

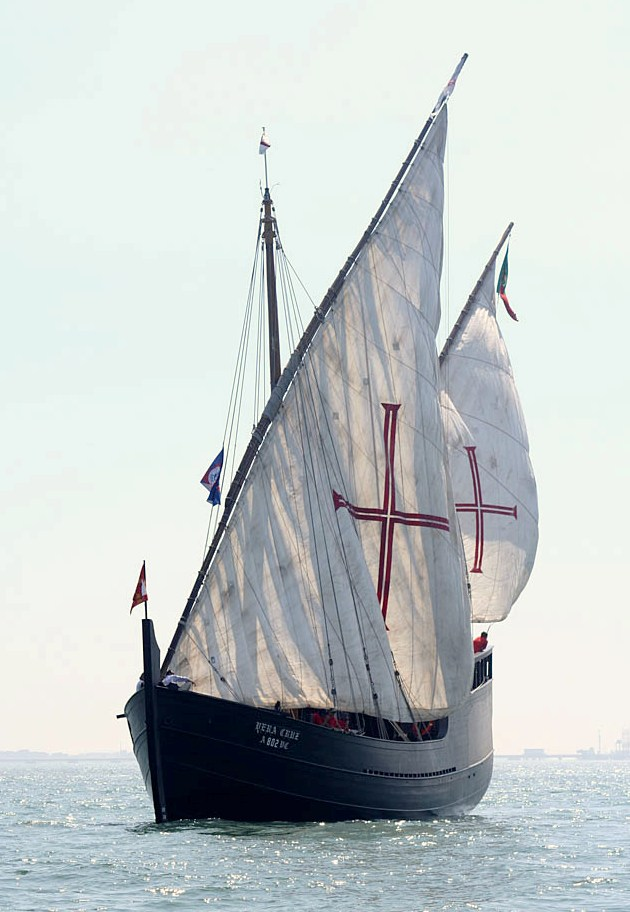
Reconstrucción actual de una carabela portuguesa.

A lo largo del siglo XV, los exploradores, comerciantes y pescadores de Portugal y de Castilla fueron internándose cada vez más en el océano Atlántico. Los reyes de ambos reinos impusieron tasas a las mercancías traídas de ultramar y rápidamente surgieron fricciones sobre a qué soberano correspondían los impuestos provenientes de cada uno de los territorios descubiertos. Una controversia clave fue el control sobre el área de Guinea y la Mina, rica en oro y esclavos. Otro punto importante fue a quién correspondía el derecho a conquistar las islas Canarias.
Las islas de Lanzarote, Fuerteventura y El Hierro fueron conquistadas por caballeros normandos para Castilla entre 1402 y 1405 pero los navegantes portugueses no dejaron de tocar en las islas y capturar esclavos en ellas.  En 1431 los soberanos Juan I de Portugal y Juan II de Castilla firmaron un primer tratado de paz. Sin embargo, la disputa sobre la posesión de las Canarias continuó, siendo presentada en el Concilio de Basilea de 1435. En 1449 el rey Alfonso V de Portugal llegó a otorgarse el monopolio del comercio de Canarias.
En 1441 arribaron a Lisboa los primeros cargamentos documentados de oro procedentes de Guinea. Si bien inicialmente el Papado tomó una posición neutral entre Portugal y Castilla en cuanto a sus derechos sobre África por la bula Rex regum de Eugenio IV (1443). Entre 1452 y 1455 el papa Nicolás V favoreció los esfuerzos de los portugueses con una serie de bulas, otorgándoles el control exclusivo sobre los territorios desde los cabos Bojador y Nam hasta toda la Guinea y "más allá hasta donde se extiende la playa meridional". Esto llevó a los portugueses a asaltar y apresar barcos castellanos que regresaban de comerciar en Guinea, provocando un enfrentamiento diplomático entre los dos reinos, que no llegó a mayores debido a la muerte de Juan II de Castilla, en 1454, y a la situación de debilidad de su sucesor, Enrique IV de Castilla.
En 1456 el siguiente papa, Calixto III, confirmó el monopolio de Portugal y además otorgó a la Orden de Cristo portuguesa la autoridad eclesiástica en todas las tierras desde los cabos de Bojador y Nam "hasta los indios". El rey de Portugal adoptó una política comercial abierta, permitiendo a súbditos extranjeros comerciar en las costas africanas a cambio de los correspondientes impuestos. El único perjudicado era así el rey de Castilla.
En agosto de 1475, tras el estallido de la guerra, la reina Isabel I de Castilla reclamó que "las partes de Africa et Guinea" pertenecían a Castilla por derecho e incitó a sus comerciantes a navegar a ellas sin autorización portuguesa, iniciando la guerra naval en el Atlántico.

## Negociación y firma

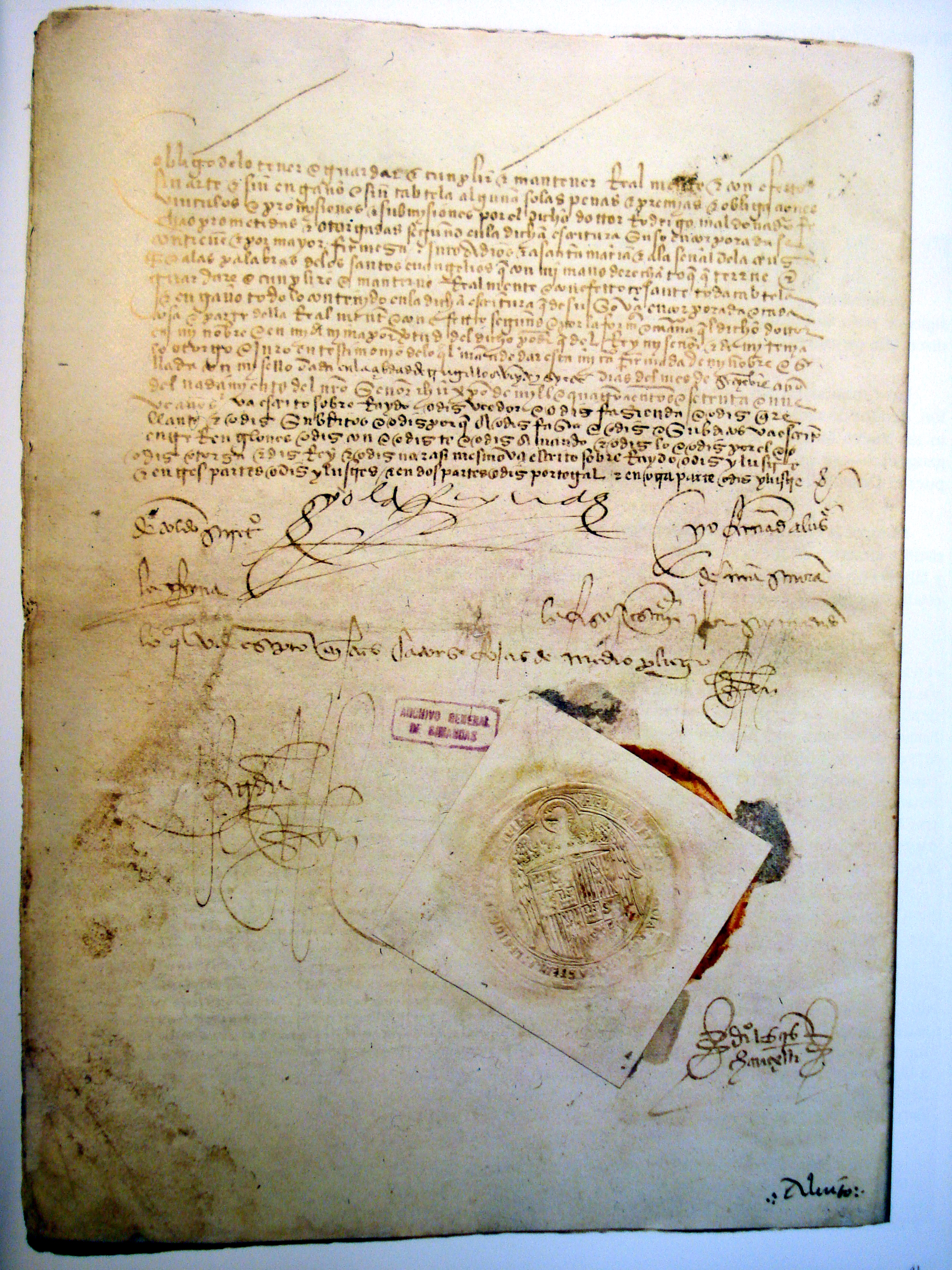
Ratificación por Isabel I de Castilla de las paces firmadas con Portugal (Tratado de Alcaçovas) para poner fin a la Guerra de Sucesión

Las primeras conversaciones de paz tuvieron lugar entre la reina Isabel de Castilla y su tía Beatriz de Portugal, en el castillo de Alcántara, entre el 20 y el 22 de marzo de 1479. No hubo un acuerdo inmediato y siguió un largo silencio portugués. La principal dificultad se allanó cuando en mayo Juana de Castilla hizo público su deseo de ingresar en un monasterio.
Los encargados de negociar el acuerdo definitivo de paz fueron, por el lado de los reyes de Castilla y Aragón, Rodrigo Maldonado, oidor de la Real Audiencia, y por el lado del rey de Portugal, João da Silveira, barón de Alvito. Ambos eran miembros de los consejos de sus reyes respectivos.
El acuerdo final fue firmado por los negociadores en la localidad portuguesa de Alcazobas, el 4 de septiembre de 1479. Cuatro días después fue ratificado por el rey de Portugal y proclamado en ese reino. Isabel lo ratificó en Trujillo el 27 de septiembre pero, como su marido el rey Fernando no estaba con ella ese día, hizo falta un segundo acto de ratificación el 6 de marzo de 1480 en Toledo, siendo pregonado oficialmente el acuerdo el 14 de marzo.
El papa Sixto IV refrendó el Tratado mediante la bula Aeterni regis de 1481.

## Contenido del Tratado
En Alcazobas se firmaron un total de cuatro acuerdos:
1. Reparto de las zonas de influencia en el océano Atlántico. A este acuerdo es al que se suele denominar propiamente Tratado de Alcazobas.
2. Destino de la reina/princesa Juana en caso de abandonar el convento, que no tuvo que ser aplicado.
3. Contrato de matrimonio entre Alfonso, heredero portugués, e Isabel, primogénita de los reyes de Castilla y Aragón. Estos dos documentos son habitualmente llamados las Tercerías de Moura.
4. Perdón a los castellanos juanistas.

### Declaración de paz
Los monarcas reconocieron los perjuicios causados por la guerra, cuya causa principal afirmaron que fue que los reyes Isabel y Fernando «se llamaron reyes de Portugal» y Alfonso V de Portugal «rey de Castilla», mencionando la labor de mediación de Beatriz de Portugal y acordando restablecer la paz entre sus reinos.

...después del fallescimiento del senor Rey Don Enrrique de gloriosa memoria, rrey que fue de Castilla e de Leon etc., fuera e al presente son grandes debates e quistiones, desençiones, e diferencias yntitulandose los dichos senores Rey Don Ferrando e Reyna Doña Ysabel, rrey e rreyna de Castilla de Leon de Portogal e de los Algarbes etc., e el dicho senor Rey Don Alfonso, rrey de Castilla e de Leon etc., lo qual diera principalmente causa a muy grandes e muy crudas guerras...
Tratado de Alcáçovas, manuscrito de Lisboa

...la dicha señora Ynfante Dona Beatris (...) trato e procuro con todas sus fuerças de tratar paz e conformidad entre ellos, e moviera e praticara algunos medios para los tirar de los dichos debates e diferencias, guerras e males, e dar asiento e paz entre ellos...
Tratado de Alcáçovas, manuscrito de Lisboa

### Reparto del Atlántico
En primer lugar, el Tratado de Alcazobas incluyó un recordatorio del tratado firmado en 1431 entre Juan I de Portugal y Juan II de Castilla (paz de Medina del Campo-Almeirim). A continuación, repartió los territorios atlánticos entre Portugal y Castilla, quedando la gran mayoría para Portugal, con la excepción de las "islas de Canaria".
Los territorios reconocidos a Portugal fueron los siguientes, transcritos del pregón del Tratado conservado en el Archivo de Simancas, indicándose con notas las diferencias con otras versiones:
- Guinea, con sus minas de oro
- Islas de la Madera, Puerto Santo e Desierto
- Islas de los Azores
- Islas de las Flores cabe las Islas de Cabo Verde ["Islas de las Flores, y así las Islas de Cabo Verde" en otras versiones]
- Todas las islas que ahora están descubiertas e cualesquier otras islas que se hallaren o conquistaren, de las Islas de la Canaria para ayuso contra Guinea  ["para baxo contra Guinea" y "pero baixo e adiante contra Guinea" en otras versiones] y en general todo lo que es hallado e se hallare, conquistase o descubriere en los dichos términos, allende de que es hallado ocupado o descubierto, queden a los dichos rey e príncipe de Portugal e a sus reinos, quitando solamente las islas de Canaria

Los territorios reconocidos a Castilla y León fueron:
- Lanzarote, La Palma, Fuerteventura, La Gomera, el Hierro, la Graciosa, la Gran Canaria, Tenerife e todas las otras islas de Canaria ganadas e por ganar

...no turbaran e molestaran ni inquietaran, de hecho ni de derecho, en juicio ni fuera de juicio, a los dichos señores rey a príncipe de Portugal ni a los reyes que por el tiempo fueren de Portugal ni sus reinos, la posesión e casi posesión en que estuvo, en todos los tratos, tierras e rescates de Guinea, con sus minas de oro e cualesquier otras islas, costas, tierras, descubiertas e por descubrir, halladas e por hallar, islas de la Madera, Puerto Santo e Desierto e todas las islas de los Azores e Islas de las Flores cabe las Islas de Cabo Verde e todas las islas que ahora están descubiertas e cualesquier otras islas que se hallaren o conquistaren, de las Islas de la Canaria para ayuso contra Guinea, porque todo lo que es hallado e se hallare, conquistase o descubriere en los dichos términos, allende de que es hallado ocupado o descubierto, queden a los dichos rey e príncipe de Portugal e a sus reinos, quitando solamente las islas de Canaria, conviene a saber Lanzarote, La Palma, Fuerteventura, La Gomera, el Hierro, la Graciosa, la Gran Canaria, Tenerife e todas las otras Islas de Canaria ganadas e por ganar, las cuales quedan a los reinos de Castilla y León...
Tratado de Alcáçovas, pregón del 14 de marzo de 1480, conservado en el Archivo de Simancas

### Reino de Fez
Los reyes de Castilla y Aragón reconocieron al rey de Portugal la exclusividad de la conquista del reino de Fez.

Otrosi los dichos señores Rey e reina de Castilla e de Aragón (...) no se entremeterán ni impedirán ni querrán entender ni entenderán en manera ninguna en la conquista del Reino de Fez (...), antes libremente el dicho señor rey e príncipe de Portugal e sus reinos e sucesores, podrán proseguir la dicha conquista e la defenderán como los dichos gustaren e por bien tuvieren.
Tratado de Alcáçovas, pregón del 14 de marzo de 1480, conservado en el Archivo de Simancas

### Elquintode Guinea
El quinto o quinto del rey era un impuesto percibido por la Corona sobre las mercancías traídas por barco a la Península desde los territorios del Atlántico denominados «Guinea» y «Mina de Oro». En el Tratado de Alcazobas, los reyes de Castilla aceptaron que este impuesto fuera percibido por Portugal en los puertos castellanos, incluyendo los barcos que hubieran zarpado hacia la Mina antes de la firma del mismo.

ahora los dichos muy ilustres rey e príncipe de Portugal (...) han sabido que de estos nuestros reinos (...) partirían algunas ciertas carabelas a la dicha Mina de Oro e recates de la Guinea [en las] cuales el dicho ilustre Príncipe ha de haber el quinto, por dar su seguro que dicho es a la dichas carabelas. A ruego nuestro, e nos lo ofrecimos que le será dado e pagado el dicho quinto.
Tratado de Alcáçovas, pregón del 14 de marzo de 1480, conservado en el Archivo de Simancas

## Tercerías de Moura

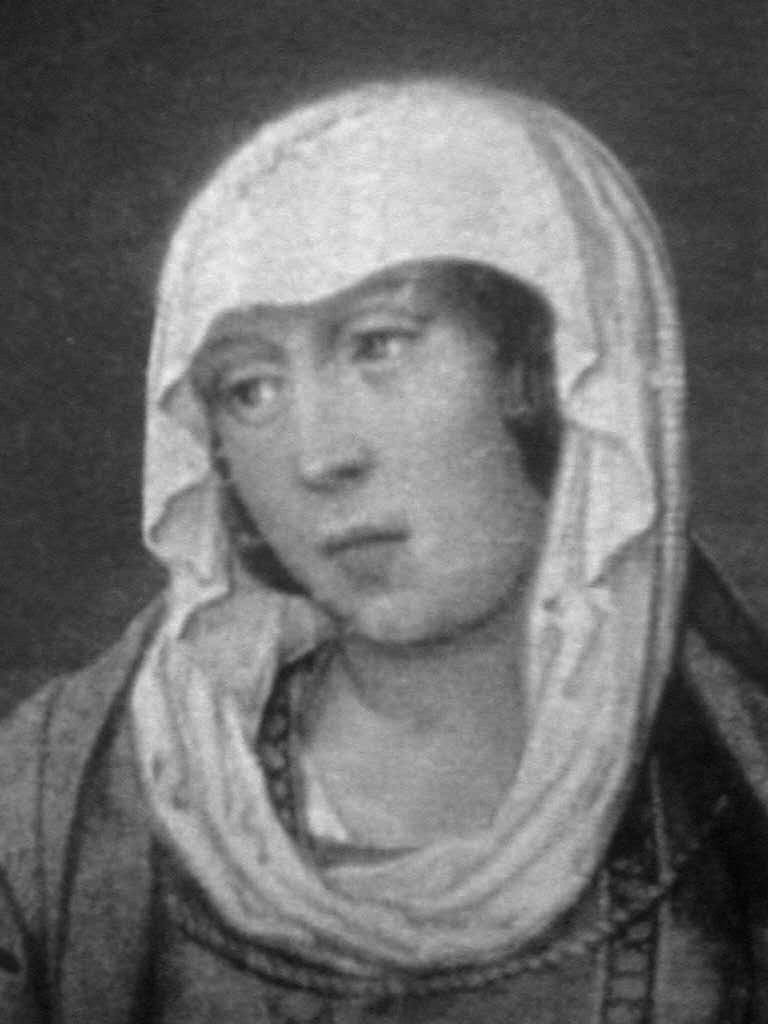
La princesa Juana la Beltraneja o Juana de Castilla, hija del rey Enrique IV de Castilla.

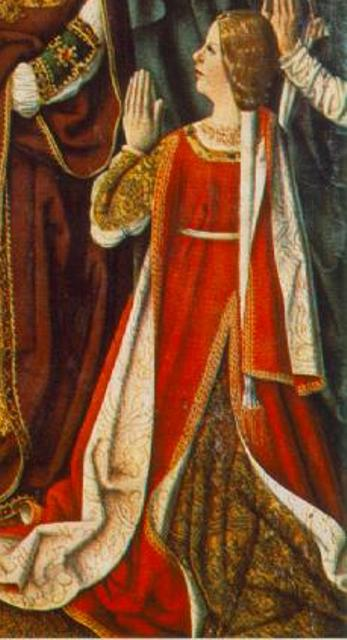
Isabel de Aragón, hija primogénita de los RR.CC.

En paralelo al tratado de Alcazobas (pero normalmente consideradas como acuerdos aparte) se negociaron las llamadas tercerías de Moura, que resolvieron la cuestión dinástica castellana con dos acuerdos: 
- A Juana de Castilla, hija del rey Enrique IV de Castilla (apodados respectivamente "la Beltraneja" y "el Impotente" por sus adversarios), y rival de Isabel por el trono de Castilla, se le impuso renunciar a todos sus títulos castellanos y se le ofrecieron dos alternativas: la reclusión en un convento portugués o la boda con el príncipe heredero Juan de Aragón, el segundo hijo y el primer varón de los reyes Fernando e Isabel, si este así lo decidía al cumplir los catorce años. La excelente señora, como la llamaban en Portugal, eligió la opción religiosa, tomando el hábito el 15 de noviembre de 1480.[6]

- Concertaban la boda de la infanta Isabel de Aragón, primogénita de los reyes Fernando e Isabel, con el heredero del rey portugués Alfonso de Portugal. Ambos niños serían guardados "en régimen de tercerías" en el castillo portugués de los Braganza en Moura. Además, se fijaba una enorme dote para la novia, más de cien mil doblas, que comprendía en realidad una indemnización de guerra pagada por Castilla y Aragón a Portugal.

La boda de Alfonso e Isabel se celebró en 1490. Al morir Alfonso a los pocos meses, Isabel contrajo matrimonio en 1497 con el nuevo heredero al trono portugués, Manuel I de Portugal apodado «el Afortunado». Tuvieron un niño, Miguel de Paz, que, antes de morir a las dos años, llegó a ser heredero de las tres Coronas peninsulares: Portugal, Castilla y Aragón. Tras la muerte de Isabel, fue su hermana María de Aragón la que se casó con Manuel «el Afortunado», dando a luz a una hija, Isabel de Portugal, que después casó con Carlos I de España. De esta manera, Felipe II de España, hijo de Carlos e Isabel, pudo acceder al trono portugués tras la desaparición de su titular Sebastián I de Portugal.

## Aplicación del tratado

### Aplicación inmediata
En abril de 1480, el rey Alfonso V emitió instrucciones para arrojar al mar a los tripulantes de todo barco no portugués que fuese interceptado en lo sucesivo en las aguas asignadas a Portugal en el Tratado de Alcazobas.
Los reyes Fernando e Isabel hicieron cumplir el Tratado a sus súbditos. Los que consiguieron licencias del rey de Portugal pudieron seguir comerciando en Guinea sin problemas. Pero no todos las obtuvieron, por lo que a partir de 1480 se documentaron numerosas expediciones ilegales y casos de piratería, a la que se vieron abocados muchos marinos para sobrevivir. En 1489 los Reyes estimaron necesario recordar la prohibición de penetrar en las aguas y tierras de Portugal y de capturar navíos portugueses.

### El tratado y el descubrimiento de América
Durante los preparativos para el primer viaje de Cristóbal Colón, los reyes Isabel y Fernando recordaron a los vecinos de Palos de la Frontera que se embarcaran en la expedición de Colón la prohibición expresa de ir a la Mina, ni al trato de ella que tiene el Serenísimo Rey de Portugal.
Tras el retorno de Colón, que desembarcó en Lisboa antes de poder regresar a Andalucía, el embajador de Portugal, Ruy de Sande, llegó a la corte de Isabel y Fernando en Barcelona a fines de abril de 1493 para reclamar que las tierras descubiertas por Colón correspondían a Portugal. No se conocen con seguridad los argumentos que utilizó. Según el cronista aragonés Jerónimo de Zurita, el embajador propuso que el Atlántico se repartiera mediante un paralelo a la altura de las Canarias que se extendería sin fin hacia Occidente y que dividiría todo el mar a lo ancho: al norte la parte castellana y al sur la portuguesa. Un documento de los reyes Isabel y Fernando corrobora que fue esta la propuesta del rey portugués Juan II:

[Juan II] dezía buen medio, para evitar inconvenientes, quel mar Océano se partiese entre Nos [e] él por una línea tomada desde las Canarias contra el Poniente por ramos en línea derecha, e que todos los mares, islas, tierras, desde la dicha línea derecha al Poniente hasta el Norte, sean nuestros, salvando las islas que en aquella parte al presente posee; e que todos los otros mares, islas e tierras restantes que se hallaren desde la dicha línea hacia el Mediodía, sean del dicho Rey, nuestro hermano, salvando las dichas islas de Canaria, que son nuestras.
Instrucciones de los RR.CC. a sus embajadores en Portugal el 3 de noviembre de 1493

La mayoría de los libros de historia afirma erróneamente que en Alcazobas se había fijado el paralelo de Canarias como límite. En realidad el texto del tratado no menciona ningún paralelo ni hace uso en ningún momento del concepto de latitud. La propuesta de delimitar el Atlántico de dicha manera debe interpretarse como una concesión razonable de Juan II que trataba de resolver el conflicto creado por el descubrimiento de Colón. El historiador Juan Manzano consideró falaz la interpretación del Tratado de Alcazobas según un paralelo porque el tratado solo se refería a lo que él llama "mar de África", es decir, la parte del mar Océano entonces navegada y ocupada por Portugal y Castilla, adyacente al continente africano. Por el contrario, Manuel Giménez Fernández opinó que el Tratado de Alcazobas en realidad daba a Portugal todo el Atlántico salvo las Canarias, por lo que las islas descubiertas por Colón forzosamente pertenecían a Portugal. Según Giménez, el motivo por el que los reyes Isabel y Fernando tardaron tanto tiempo en autorizar la expedición de Colón fue por esa inseguridad jurídica, no por motivos náuticos ni por ignorancia.
En una interpretación más heterodoxa, Luisa Isabel Álvarez de Toledo sostuvo que el Tratado de Alcazobas incluyó explícitamente territorios americanos: Guinea sería el territorio hoy conocido como las Guayanas, mientras que las islas de Canaria incluirían islas y costas del mar Caribe. Isabel y Fernando serían, según ella, bien conscientes de que las tierras que Colón quería descubrir pertenecían por derecho a Portugal y habrían enviado a Colón solo tras asegurarse de que su aliado Rodrigo Borgia accedía al papado como Alejandro VI, de tal manera que las justificadas protestas de Portugal pudieran ser contrarrestadas por una nueva bula papal, favorable esta vez a Castilla.
Sea como fuere, a raíz de las protestas portuguesas se inició un periodo de intensas negociaciones diplomáticas entre los reinos de Portugal y de Castilla. Isabel y Fernando obtuvieron a lo largo de 1493 una serie de bulas papales, llamadas hoy día bulas alejandrinas, que les otorgaban las tierras descubiertas por Colón y venían a establecer un nuevo reparto del Atlántico que dejaba obsoleto al Tratado de Alcazobas. No obstante, consideraron necesario volver a recordar a Colón, justo antes de partir en su segundo viaje, la prohibición de tocar en la Guinea ni en la Mina.  El rey de Portugal protestó, pero en el Tratado de Tordesillas de 1494 terminó aceptando un nuevo reparto, ligeramente más favorable a Portugal que el de las bulas alejandrinas.

### Texto original del tratado
Existen varias versiones del tratado con ligeras diferencias entre sí:
1. Manuscrito en castellano ratificado por los Reyes Católicos en Toledo el 6 de marzo de 1480. Conservado en los Archivos Nacionales de Lisboa, gav. 17, maço 6, n.º 16. Transcrito en Davenport, que incluye el texto original en castellano y una traducción al inglés. La versión en inglés está disponible en la web del proyecto Avalon
2. Ese mismo texto en castellano fue, según Davenport, copiado por Joseph Soares da Sylva en su Colleccam dos Documentos, com que se Authorizam as Memorias para a Vida del Rey D. Joao o I., tomo IV. de sus Memorias para a Historia de Portugal, que comprehendem o Governo del Rey D. Joao o I. (1730-1734).
3. Pregón del tratado en castellano fechado el 14 de marzo de 1480. Conservado en el Archivo General de Simancas, R.G.S. III-1480 302. Transcrito por Luisa Isabel Álvarez de Toledo.
4. Pregón del tratado en portugués, dado en Évora el 8 de septiembre de 1479, mencionado en Harrise, Henry (1897). Diplomatic History of America (en inglés). Londrés: B.F. Stevens. OCLC 1519816.
5. Fragmento del tratado en castellano Transcrito por Cesáreo Fernández Duro (1930-1908) el 30 de marzo de 1900, de una copia parcial realizada en 1565 y publicado en la Sección Variedades del Boletín N° 36, Año 1900 de la Real Academia de la Historia  sacado de una copia simple de letra de este tiempo que existe en el legajo 1° de gobernación general de Indias, en su archivo general . El original lleva fecha de 16 de marzo de 1480.
6. Versión en latín del artículo relativo al reparto del Atlántico recogida en la bula Aeterni regis de 21 de junio de 1481. (en Wikisource)